# 90-91 (رواية)
90-91 رواية للكاتب والإعلامي الفلسطيني محمد مهيب جبر. صدرت الطبعة الأولى منها عن «دار الجندي للنشر والتوزيع» في القدس المحتلة في أغسطس/آب 2012.

## ملخص الرواية
تدور أحداث الرواية حول فتى فلسطيني يكّلف إبان الانتفاضة بمهمة صعبة تتطلب جرأة وتحملاً وذكاء لاختراق المخابرات الإسرائيلية، بهدف حماية التنظيم من شبكة عملاء محلية لنجدها تحفل بالعديد من المفاجآت في جو سياسي غيّر وجه العالم بين عامي 1990 ـ،1991 واللذين شهدا توحيد شطري اليمن وحرب الإلغاء في لبنان، وغزو الكويت وحرب «عاصفة الصحراء» في الخليج، انتهاءً بانهيار المنظومة الاشتراكية والاتحاد السوفييتي.
وتقوم الرواية على أحداث حقيقية وقعت، ولكن مع تغيير الأسماء والأماكن، وتوثق تاريخياً لما جرى خلال هذين العامين، وتكشف عملية اغتيال عالم ذرة فلسطيني، وبطولة مميزة لمقدم في الجيش الأردني إبان حرب عام 1967.
كما تتناول الرواية الطرق التي يفرض بها الاحتلال الإسرائيلي أسلوبه العنصري على تشكيل الحياة اليومية للفلسطينيين، والطرق البشعة التي يلجأ اليها للتفريق بينهم، وإذلالهم وإهانة كرامتهم، وأساليب الإيقاع بهم لإجبارهم على التعاون معه، وذلك في سياق سردي يتساوق مع جوانب عدة من التراث والفلكلور الفلسطيني. كما تحفل الرواية بمعلومات تاريخية وجغرافية للأماكن التي وقعت فيها أحداثها.
وللكاتب رواية أخرى بعنوان 6000 ميل، وقد فازت بجائزة الشارقة لأفضل رواية عربية لعام 2012

## الإصدارات الإلكترونية
- إصدار خاص على الانترنت

## مقالات ودراسات
- رؤية نقدية للروائي والناقد السوري هيثم حسين[1]
- مقال نقدي للأستاذ محمد ولد سالم [2]

## لقاءات مع الكاتب
- لقاء مع مؤسسة فلسطين للثقافة
- لقاء مع إيلياء نيوز

## وصلات داخلية
- الصفحة الخاصة بالكاتب والروائي الفلسطيني محمد مهيب جبر
- صفحة خاصة برواية 6000 ميل
- صفحة مجموعة القصص القصيرة: إنشباك
- صفحة مجموعة القصص القصيرة: إغتراب